# 시에추핑
시에추핑(중국어: 謝秋萍, 1960년경 출생)은 세계에서 가장 긴 머리카락 기록을 보유한 중국 시민이다. 2004년 5월 8일에 그녀의 머리카락 길이는 5.627미터(18피트 5.54인치)로 측정되었다. 그녀는 1973년 13세 때부터 현재 길이까지 머리카락을 기르기 시작했다. 그녀는 2018년 기네스 세계 기록 보유자이다.